# Casey Affleck
Casey Affleck, celým jménem Caleb Casey McGuire Affleck-Boldt, (* 12. srpna 1975, Falmouth, Massachusetts, USA) je americký herec. Je držitelem několika ocenění, včetně Oscara, ceny BAFTA a Zlatého glóbu. Je mladším bratrem herce Bena Afflecka. 
Svou kariéru započal jako dětský herec, když se objevil v televizním filmu Lemon Sky (1988). Později se objevil ve třech filmech režiséra Guse Van Santa: Zemřít pro... (1995), Dobrý Will Hunting (1997) a Gerry (2002) a trilogii Dannyho parťáci (2001–2007) režiséra Stevena Soderbergha. Jeho první hlavní role byla v nezávislém komediálním dramatu Samotář Jim (2006) režiséra Stevea Buscemiho.
Jeho průlomovou rolí se v roce 2007 stala role Roberta Forda ve westernu Zabití Jesseho Jamese zbabělcem Robertem Fordem, za níž obdržel nominaci na Oscara za nejlepšího herce ve vedlejší roli, a ztvárnil hlavní roli v kriminálním filmu Gone, Baby, Gone, který režíroval jeho bratr. V roce 2010 režíroval hudební film I'm Still Here. Poté se objevil ve filmech Mistrovský plán (2011), Norman a duchové (2012) a Interstellar (2014) a získal chválu za svůj výkon ve filmu Ain't Them Bodies Saints (2013). V roce 2016 účinkoval v dramatu Místo u moře, ve kterém za svůj výkon truchlícího muže získal Oscara za nejlepšího herce. Od té doby účinkoval v dramatech Přízrak (2017) a The Old Man & the Gun (2018) a měl menší roli vojenského důstojníka Borise Pashe ve filmu Oppenheimer (2023).

## Osobní život
V červnu 2006 se v Savannah v Georgii oženil se svou přítelkyní herečkou Summer Phoenix. Dvojice se seznámila díky hereččinu bratrovi Joaquinovi. Mají dva syny Amsterdama (narozený květen 2004) a Atticuse (narozený leden 2008). V březnu 2016 dvojice oznámila rozchod. Na konci roku 2016 začal chodit s herečkou Florianou Limou.
Casey Affleck se od roku 1995 stravuje jako vegan. Je též zastánce konceptu práva zvířat a propaguje neziskovou organizaci bojující za práva zvířat PETA.

## Filmografie

### Film
| Rok  | Název                                           | Role               | Poznámky                                              |
| ---- | ----------------------------------------------- | ------------------ | ----------------------------------------------------- |
| 1995 | Zemřít pro...                                   | Russel Hines       |                                                       |
| 1996 | Sluneční šíp                                    | Daniel Webster     |                                                       |
| 1997 | Hledám Amy                                      | Malé dítě          |                                                       |
| 1997 | Dobrý Will Hunting                              | Morgan O'Mally     |                                                       |
| 1998 | Voda na poušti                                  | Pete Kepler        |                                                       |
| 1999 | 200 cigaret                                     | Tom                |                                                       |
| 1999 | Prci, prci, pricičky                            | Tom Myers          | neuveden v titulcích                                  |
| 1999 | Floating                                        | Prep No. 1         |                                                       |
| 2000 | 460 podezřelých                                 | Bobby Calzone      |                                                       |
| 2000 | Miláčku, vrať se                                | Jay                |                                                       |
| 2000 | Hamlet                                          | Fortinbras         |                                                       |
| 2000 | Attention Shoppers                              | Jed                |                                                       |
| 2001 | Dannyho parťáci                                 | Virgil Malloy      |                                                       |
| 2001 | Prci, prci, prcičky 2                           | Tom Myers          |                                                       |
| 2001 | Duše mrtvých                                    | Sean               |                                                       |
| 2002 | Gerry                                           | Gerry              | také scenárista                                       |
| 2004 | Dannyho parťáci 2                               | Virgil Malloy      |                                                       |
| 2005 | Samotář Jim                                     | Jim                |                                                       |
| 2006 | Poslední polibek                                | Chris              |                                                       |
| 2007 | Dannyho parťáci 3                               | Virgil Malloy      |                                                       |
| 2007 | Zabití Jesseho Jamese zbabělcem Robertem Fordem | Robert Ford        |                                                       |
| 2007 | Gone, Baby, Gone                                | Patrick Kenzie     |                                                       |
| 2010 | Vrah ve mě                                      | Lou Ford           |                                                       |
| 2010 | I'm Still Here                                  | sám sebe           | také režisér, producent, scenárista, filmař a střihač |
| 2011 | Mistrovský plán                                 | Charlie Gibbs      |                                                       |
| 2012 | Norman a duchové                                | Mitch Downe (hlas) |                                                       |
| 2013 | Ain't Them Bodies Saints                        | Bob Muldoon        |                                                       |
| 2013 | Pryč od pece                                    | Rodney Baze, Jr.   |                                                       |
| 2014 | Interstellar                                    | Tom                |                                                       |
| 2015 | Unity                                           | vypravěč           | dokument                                              |
| 2016 | Do posledního dechu                             | Ray Sybert         |                                                       |
| 2016 | Triple 9                                        | Chris Allen        |                                                       |
| 2016 | Místo u moře                                    | Lee Chandler       |                                                       |
| 2017 | Přízrak                                         | C                  |                                                       |
| 2018 | The Old Man & the Gun                           | John Hunt          |                                                       |
| 2019 | Light of My Life                                | otec               |                                                       |
| 2023 | Oppenheimer                                     | Boris Pash         |                                                       |
| 2024 | Provokatéři                                     | Cobby Murphy       |                                                       |

### Televize
| Rok  | Název                         | Role                   | Poznámky                               |
| ---- | ----------------------------- | ---------------------- | -------------------------------------- |
| 1988 | Lemon Sky                     | Jerry                  | televizní film                         |
| 1990 | The Kennedys of Massachusetts | Robert Kennedy (12–15) | televizní miniseriál                   |
| 2010 | WWII in HD: The Air War       | Joe Armanini (hlas)    | televizní film                         |
| 2016 | Saturday Night Live           | sám sebe               | díl: „Casey Affleck/Chance the Rapper“ |

## Ocenění a nominace
| Rok  | Ocenění                                                 | Kategorie                             | Práce                                           | Výsledek  |
| ---- | ------------------------------------------------------- | ------------------------------------- | ----------------------------------------------- | --------- |
| 2002 | MTV Movie Awards                                        | nejlepší filmový tým                  | Dannyho parťáci                                 | nominace  |
| 2007 | Alliance of Women Film Journalists                      | nejlepší herec ve vedlejší roli       | Zabití Jesseho Jamese zbabělcem Robertem Fordem | nominace  |
| 2007 | Dallas–Fort Worth Film Critics Association              | nejlepší herec ve vedlejší roli       | Zabití Jesseho Jamese zbabělcem Robertem Fordem | nominace  |
| 2007 | Detroit Film Critics Society                            | nejlepší herec ve vedlejší roli       | Zabití Jesseho Jamese zbabělcem Robertem Fordem | nominace  |
| 2007 | Houston Film Critics Society                            | nejlepší herec ve vedlejší roli       | Zabití Jesseho Jamese zbabělcem Robertem Fordem | nominace  |
| 2007 | Houston Film Critics Society                            | nejlepší herec v hlavní roli          | Gone, Baby, Gone                                | nominace  |
| 2007 | Chicago Film Critics Association                        | nejlepší herec ve vedlejší roli       | Zabití Jesseho Jamese zbabělcem Robertem Fordem | nominace  |
|      | Irish Film and Television Academy                       | herec roku                            | Gone, Baby, Gone                                | nominace  |
|      | London Film Critics' Circle                             | herec roku                            | Zabití Jesseho Jamese zbabělcem Robertem Fordem | nominace  |
|      | National Board of Review                                | nejlepší herec ve vedlejší roli       | Zabití Jesseho Jamese zbabělcem Robertem Fordem | vítězství |
|      | National Society of Film Critics                        | nejlepší herec ve vedlejší roli       | Zabití Jesseho Jamese zbabělcem Robertem Fordem | vítězství |
|      | Online Film Critics Society                             | nejlepší herec ve vedlejší roli       | Zabití Jesseho Jamese zbabělcem Robertem Fordem | nominace  |
|      | San Francisco Film Critics Circle                       | nejlepší herec ve vedlejší roli       | Zabití Jesseho Jamese zbabělcem Robertem Fordem | vítězství |
|      | Satellite Awards                                        | nejlepší herec ve vedlejší roli       | Zabití Jesseho Jamese zbabělcem Robertem Fordem | vítězství |
|      | St. Louis Gateway Film Critics Association              | nejlepší herec ve vedlejší roli       | Zabití Jesseho Jamese zbabělcem Robertem Fordem | vítězství |
|      | Teen Choice Awards                                      | nejlepší filmová chemie               | Dannyho parťáci 3                               | nominace  |
|      | Vancouver Film Critics Circle                           | nejlepší herec ve vedlejší roli       | Zabití Jesseho Jamese zbabělcem Robertem Fordem | nominace  |
| 2008 | Critics' Choice Movie Awards                            | nejlepší filmové obsazení             | Gone, Baby, Gone                                | nominace  |
| 2008 | Critics' Choice Movie Awards                            | nejlepší herec ve vedlejší roli       | Zabití Jesseho Jamese zbabělcem Robertem Fordem | nominace  |
| 2008 | Oscar                                                   | nejlepší herec ve vedlejší roli       | Zabití Jesseho Jamese zbabělcem Robertem Fordem | nominace  |
| 2008 | Screen Actors Guild Awards                              | nejlepší herec ve vedlejší roli       | Zabití Jesseho Jamese zbabělcem Robertem Fordem | nominace  |
| 2008 | Zlatý glóbus                                            | nejlepší herec ve vedlejší roli: film | Zabití Jesseho Jamese zbabělcem Robertem Fordem | nominace  |
| 2013 | Satellite Awards                                        | nejlepší herec ve vedlejší roli: film | Pryč od pece                                    | nominace  |
| 2013 | Mezinárodní filmový festival v Seattlu                  | nejlepší herec v hlavní roli          | Ain't Them Bodies Saints                        | nominace  |
| 2016 | Alliance of Women Film Journalists                      | nejlepší herec v hlavní roli          | Místo u moře                                    | vítězství |
| 2016 | Australian Academy of Cinema and Television Arts Awards | nejlepší mezinárodní herec            | Místo u moře                                    | vítězství |
| 2016 | Boston Society of Film Critics                          | nejlepší herec v hlavní roli          | Místo u moře                                    | vítězství |
| 2016 | Dallas–Fort Worth Film Critics Association              | nejlepší herec v hlavní roli          | Místo u moře                                    | vítězství |
| 2016 | Detroit Film Critics Society                            | nejlepší herec v hlavní roli          | Místo u moře                                    | vítězství |
| 2016 | Gotham Award                                            | nejlepší herec v hlavní roli          | Místo u moře                                    | vítězství |
| 2016 | Houston Film Critics Society                            | nejlepší herec v hlavní roli          | Místo u moře                                    | vítězství |
| 2016 | Chicago Film Critics Association                        | nejlepší herec v hlavní roli          | Místo u moře                                    | vítězství |
| 2016 | Independent Spirit Awards                               | nejlepší herec v hlavní roli          | Místo u moře                                    | vítězství |
| 2016 | Irish Film and Television Academy                       | herec roku                            | Místo u moře                                    | vítězství |
| 2016 | London Film Critics' Circle                             | herec roku                            | Místo u moře                                    | vítězství |
| 2016 | Los Angeles Film Critics Association                    | herec roku                            | Místo u moře                                    | nominace  |
| 2016 | National Board of Review                                | nejlepší herec v hlavní roli          | Místo u moře                                    | vítězství |
| 2016 | National Society of Film Critics                        | nejlepší herec v hlavní roli          | Místo u moře                                    | vítězství |
| 2016 | New York Film Critics Circle                            | nejlepší herec v hlavní roli          | Místo u moře                                    | vítězství |
| 2016 | Online Film Critics Society                             | nejlepší herec v hlavní roli          | Místo u moře                                    | vítězství |
| 2016 | San Diego Film Critics Society                          | nejlepší herec v hlavní roli          | Místo u moře                                    | vítězství |
| 2016 | San Francisco Film Critics Circle                       | nejlepší herec v hlavní roli          | Místo u moře                                    | nominace  |
| 2016 | Satellite Awards                                        | nejlepší herec v hlavní roli          | Místo u moře                                    | nominace  |
| 2016 | St. Louis Gateway Film Critics Association              | nejlepší herec v hlavní roli          | Místo u moře                                    | vítězství |
| 2016 | Washington D.C. Area Film Critics Association           | nejlepší herec v hlavní roli          | Místo u moře                                    | vítězství |
| 2017 | Critics' Choice Movie Awards                            | nejlepší filmové obsazení             | Místo u moře                                    | nominace  |
| 2017 | Critics' Choice Movie Awards                            | nejlepší herec v hlavní roli          | Místo u moře                                    | vítězství |
| 2017 | Filmová cena Britské akademie                           | nejlepší herec v hlavní roli          | Místo u moře                                    | vítězství |
| 2017 | Oscar                                                   | nejlepší herec v hlavní roli          | Místo u moře                                    | vítězství |
| 2017 | Screen Actors Guild Awards                              | nejlepší filmové obsazení             | Místo u moře                                    | nominace  |
| 2017 | Screen Actors Guild Awards                              | nejlepší herec v hlavní roli          | Místo u moře                                    | nominace  |
| 2017 | Zlatý glóbus                                            | nejlepší herec v hlavní roli: drama   | Místo u moře                                    | vítězství |